# Moenkhausia madeirae
Moenkhausia madeirae és una espècie de peix de la família dels caràcids i de l'ordre dels caraciformes.